# یونایتد تکنالوجیز

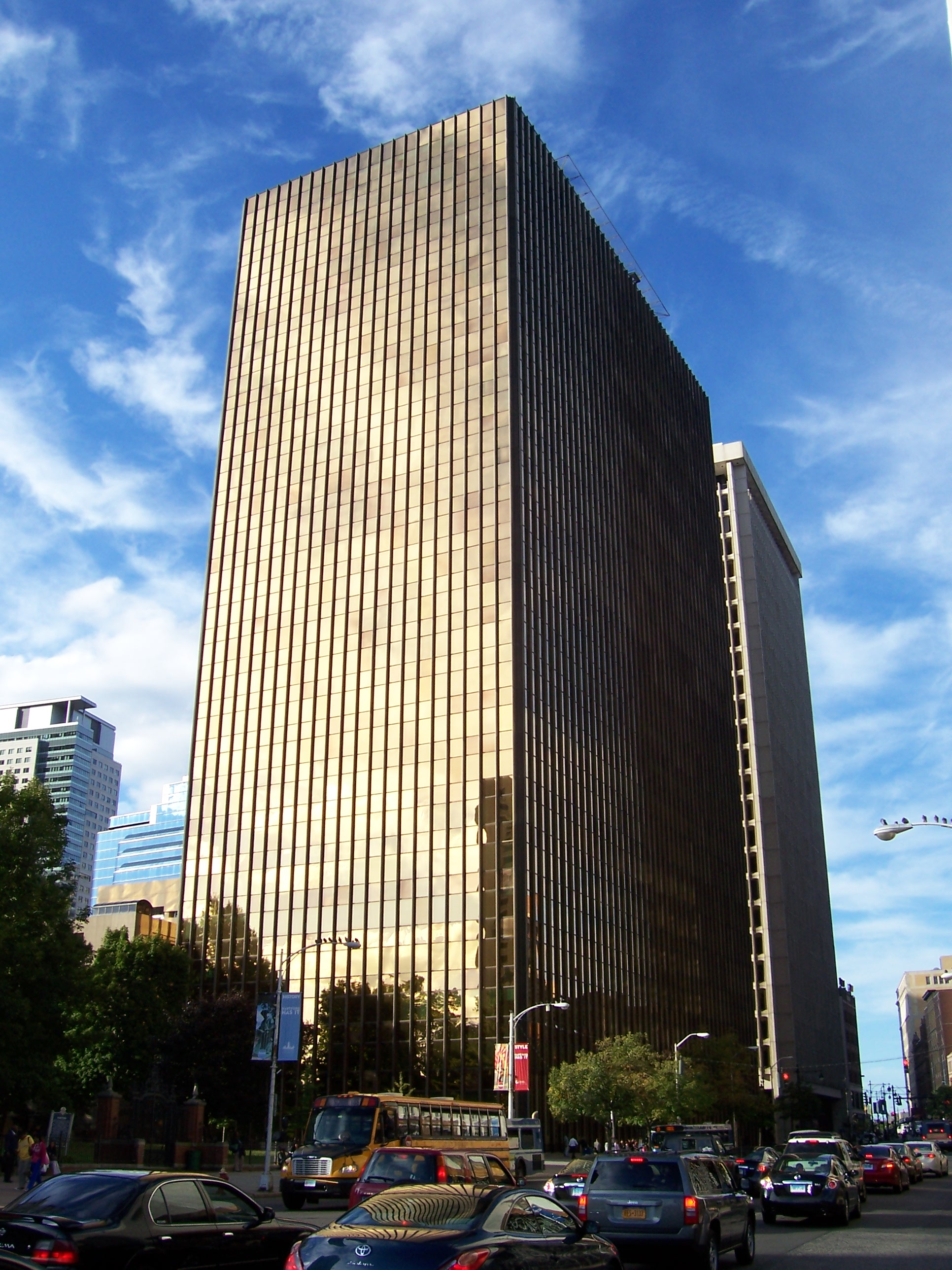
ستاد مرکزی شرکت یونایتد تکنالوجیز در هارتفورد، کانتیکت

یونایتد تکنالوجیز (به انگلیسی: United Technologies) شرکت خوشه‌ای آمریکایی بود، که در زمینه مهندسی، طراحی، توسعهٔ فناوری و ساخت موتورهای هواگرد، تجهیزات بالگرد، ایچ‌وی‌ای‌سی، پیل‌های سوختی، سامانه‌های ضدحریق، آسانسور و پله برقی، همچنین ساخت تجهیزات مرتبط با سامانه‌های امنیتی فعالیت می‌کرد. این شرکت در ۲۰۲۰ با ریتیان ادغام شد و ریتیان تکنالوجیز را به وجود آورد.
شرکت یونایتد تکنالوجیز بزرگترین پیمانکار صنایع نظامی در آمریکا بود، که تمرکز اصلی آن بر تحقیق و توسعه سامانه‌های موشکی و بالگردهای نظامی معطوف بود.
یونایتد تکنالوجیز در سال ۱۹۷۵ توسط فردریک رنتشلر تأسیس شد. دفتر مرکزی این شرکت در شهر هارتفورد، کنتیکت مستقر بود و بخشی از سهام آن در بازار بورس نیویورک معامله می‌شد و بخشی از میانگین صنعتی داو جونز به‌شمار می‌آمد.